# کازویا میشیما
کازویا میشیما (به انگلیسی: Kazuya Mishima) (به ژاپنی: みしま かずや) یکی از شخصیت‌های ساختگی در مجموعه بازی‌های مبارزه‌ای تکن است که توسط شرکت باندای نامکو انترتینمنت ساخته شده‌است. او پسر هیهاچی میشیما، مدیر عامل اجرایی شرکت خوشه‌ای میشیما زایباتسو، و پدر جین کازاما از جون کازاما می‌باشد. اولین حضور او به عنوان قهرمان اصلی در نخستین قسمت این سری (۱۹۹۴) بود، که بعدها به عنوان هماورد و ضدقهرمان اصلی داستان به‌شمار می‌رفت و سپس در تمامی نسخه‌های تکن به جز تکن ۳ حضور داشت. دلیل غیبت او در تکن ۳ این بود که او ظاهراً مرده بود، اما پس از حضور در تکن ۴ ثابت شد که مرگ کازویا میشیما، یک شایعه بوده و او هنوز زنده است. او در داستان سری تکن با شخصیت‌هایی همچون هیهاچی میشیما، جین کازاما، لی چائولان، دویل جین درگیری دارد. قد او ۱۸۱ سانت و ۷۶ کیلو است.

## تاریخچه
کازویا پسر هیهاچی میشیما و کازومی میشیما، و نوه جینپاچی میشیما است و حاصل رابطه او با جون کازاما، پسری قهرمان به نام جین کازاما بود. او یک برادر ناتنی به نام لارس الکساندرسون دارد که بیشتر عمر خود از وجود او بی‌خبر بوده و در تکن ۶ او را پیدا کرد، و برادری دیگر بنام لی چائولان دارد.
کازویا ژن شیطانی و روح شیطان را از مادرش کازومی به ارث برد، بعدها هیهاچی پدر او با فهمیدن این موضوع مادر او را می‌کشد و خودش را به پایین صخره پرت می‌کند دلیل آن هم ترس هیهاچی از تبدیل شدن کازویا به یک هیولا مانند مادرش است، اما او به دلیل داشتن روح شیطانی زنده می‌ماند و قسم می‌خورد که انتقام خویش را از پدر بگیرد. پس از گذشت سال‌ها از این ماجرا وی به مبارز قدرتمند تبدیل می‌شود و برای انتقام وارد تورنمنت مشت آهنین ۱ می‌شود و با موفقیت با قدرت شیطان هیهاچی را شکست می‌دهد. هیهاچی شکست خورده را از همان صخره که او را پرت کرد بود پرت می‌کند و شرکت میشیما را تصاحب می‌کند.
در داستان نسخه دوم شرکت میشیما تحت رهبری او قدرتمندتر و فاسدتر شده و بیشتر درگیر مسایل غیرقانونی این کار سبب ایجاد دشمنی‌های برای کازویا گشته او برای ختم مشکلات خویش تورنمنت ۲ مشت آهنین را دایر می‌کند در این تورنمنت او عاشق جون کازاما می‌شود و رابطه بین این دو شکل می‌گیرد ولی دردسر اصلی کازویا زمانی شروع می‌گردد که خبره زنده بود هیهاچی را می‌شنود در راند آخر او و هیهاچی مبارز می‌کند ولی او شکست می‌خورد با این حال زمانی که او به فرم شیطانی خویش در می‌آید هیهاچی او شکست می‌دهد و در منطقه آتشفشانی برد او را رها می‌کند به خیال این که او مرده‌است جون کازما پنهان از چشم هیهاچی زندگی خویش را ادامه می‌دهد او از کازویا بچهٔ حامله است. بدن او در اثر تحقیقات شرکت جی پیدا می‌شود ۲۳ سال بعد او از خواب بیدار می‌گردد او به امید کنترل کرد قدرت شیطانی خویش بدن خود را در اختیار دانشمندان شرکت جی قرار می‌دهد.